# Champ pétrolifère de Pembina
Pour les articles homonymes, voir Pembina.
Le champ pétrolifère de Pembina est un champ pétrolifère situé en Alberta au Canada. Il fait partie du Bassin sédimentaire de l'Ouest canadien. Sa production a commencé en 1953. 